# Bon Parlement
Le Bon Parlement est le nom donné traditionnellement au Parlement d'Angleterre de 1376. Ce fut le 46e et avant-dernier parlement du règne d'Édouard III. Siégeant du 28 avril au 10 juillet, il fut le plus long parlement de son époque.

## Description
Il siégea à une époque où la majorité de la population anglaise considérait que la cour était corrompue, et son nom traditionnel lui vint des sincères efforts de ses membres pour réformer le gouvernement. Il eut un ennemi formidable en la personne de Jean de Gand, troisième fils d'Édouard III, qui était le véritable dirigeant de l'Angleterre à cette époque. Le Parlement ne s'était pas réuni depuis novembre 1373, soit depuis deux ans et demi, car Édouard III et ses conseillers sentaient le danger de convoquer un parlement à une période de mécontentement. Mais, en 1376, le besoin d'argent était si pressant, qu'un nouveau parlement était devenu nécessaire.
Les parlementaires, une fois assemblés, décidèrent d'assainir le Conseil privé corrompu. Peter de la Mare, un chevalier représentant Hereford, fut élu Président de la Chambre des Communes. Le premier jour, il prononça un discours critiquant les récentes défaites militaires anglaises, condamnant la corruption de la cour, et exigeant un examen attentif des comptes royaux. Richard Lyons et Lord Latimer, soupçonnés de voler le trésor, furent convoqués devant le parlement, puis emprisonnés. La maîtresse du roi, Alice Perrers, fut également convoquée, et condamnée à l'isolement. Jean de Gand souleva la question de la loi salique, qui était à la base de la revendication du trône de France par Édouard III. Il suggéra que les Anglais adoptent la coutume française, mais l'assemblée ne le suivit pas sur ce point.
Pendant ce temps, le prince aîné du royaume, le prince noir, était mourant. Ayant pris une maison à Londres, il vit venir Édouard III et Jean de Gand, et les fit jurer de reconnaître son fils, le futur Richard II, comme successeur d'Édouard. Jean et le roi le jurèrent, et peu après le Parlement, firent venir Richard et le reconnurent comme l'héritier du trône. Les parlementaires étaient influencés par l'immense prestige du prince noir, le plus grand héros militaire du pays à cette époque. Le Parlement imposa ensuite au roi un nouveau groupe de conseillers : Edmond Mortimer, comte de March, William Courtenay, évêque de Londres, et William de Wykeham.
Mais la mort du prince noir, le 8 juin 1376, priva le Parlement de son plus grand soutien. Sa dissolution fut prononcée le 10 juillet, et, à l'automne suivant, Jean de Gand tenta de détruire son œuvre. Il empêcha l'admission des nouveaux conseillers affectés au roi, et Peter de la Mare fut jeté en prison à Nottingham pour de prétendus détournements de fonds. Il congédia le nouveau conseil et rappela Latimer. Alice Perrers retrouva la compagnie du roi. Jean de Gand attaqua aussi William de Wykeham qui fut exilé et ses biens confisqués. Jean de Gand fit déclarer l'inconstitutionnalité du Parlement, et fit retirer ses textes de loi. En dépit de cela, le public garda précieusement en mémoire ce parlement réformateur, et lui conféra le nom de « Bon Parlement ».

## Sources
- (en) Cet article est partiellement ou en totalité issu de l’article de Wikipédia en anglais intitulé « Good Parliament » (voir la liste des auteurs).